# Laura Calçada Barres
Laura Calçada Barres   (Barcelona, 27 de febrer de 1988) és una periodista i escriptora catalana.
Filla de Miquel Calçada i Carme Barres, es va formar com a politòloga a la Universitat Autònoma de Barcelona i després va fer un màster de Periodisme a la Universitat de la Ciutat de Nova York, concretament a la Craig Newmark Graduate School of Journalism.
En la faceta periodística, ha treballat com a locutora de ràdio a escala local i com a redactora per a mitjans de comunicació culturals i generalistes. De fet, el 2021 va entrar com a presentadora a Ràdio Castellar per al programa La Redacció, juntament amb Carlos Lecegui i Carles Díaz. Tant el 2020 com el 2022 va participar en la secció La Nadala de la Fundació Carulla, que va aplegar altres escriptors, com ara Joan Manuel del Pozo, Elisenda Guiu, Núria Juanico i Roser Bech.
Pel que fa a la literatura, el 2023 va col·laborar com a autora en el llibre Ara que som joves, sobre el Tindercat, juntament amb Júlia Bacardit. Va debutar en solitari el mateix any amb Fucking New York. Història dels meus límits, una novel·la autobiogràfica ambientada a Nova York. Hi tracta temes com el sexe, la depressió, les drogues, la relació amb el seu pare i el seu intent fallit de conversió al judaisme. En el llibre, complementa la redacció amb entrades del seu dietari, missatges electrònics, cartes i xats de WhatsApp. Va presentar l'obra a la Setmana del Llibre en Català.

## Obres
- Ara que som joves (Rosa dels Vents, 2023), amb Júlia Bacardit
- Fucking New York. Història dels meus límits (Ediciones Destino, 2023)